# Gustavo García Naranjo
Gustavo García Naranjo (* 1. Juli 1944 in Caracas) ist ein venezolanischer Geistlicher und emeritierter römisch-katholischer Bischof von Guarenas.

## Leben
Gustavo García Naranjo empfing am 29. Juni 1975 durch Papst Paul VI. das Sakrament der Priesterweihe. 
Am 30. November 1996 ernannte ihn Papst Johannes Paul II. zum Bischof von Guarenas. Der Bischof von Los Teques, Mario del Valle Moronta Rodríguez, spendete ihm am 11. Januar 1997 die Bischofsweihe; Mitkonsekratoren waren der emeritierte Bischof von Los Teques, Pío Bello Ricardo SJ, und der Bischof von Maracay, José Vicente Henriquez Andueza SDB.
Am 11. Dezember 2020 nahm Papst Franziskus das von Gustavo García Naranjo aus Altersgründen vorgebrachte Rücktrittsgesuch an.